# Riacho Baião
O Riacho Baião é um riacho (um pequeno rio) brasileiro que banha o estado da Paraíba.